# Gheorghe Zaharia
Gheorghe Zaharia (n. 12 noiembrie 1937) a fost un deputat român în legislatura 1990-1992, ales în județul Vrancea pe listele partidului FSN. Gheorghe Zaharia a fost membru în grupul parlamentar de prietenie cu Regatul Belgiei.